# Mistrzostwa Polski w Boksie 1938
15. Mistrzostwa Polski w boksie mężczyzn odbyły się od 23 do 24 kwietnia 1938 roku w Łodzi.
Startowało 87 zawodników. Zawody eliminacyjne  przeprowadzono  2 i 3 kwietnia w Białymstoku, Lwowie, Łodzi i Poznaniu.

## Medaliści
| Kategoria:                    | Złoto:                            | Srebro:                           | Brąz:                                     |
| waga musza (do 50,8 kg)       | Alfred Jasiński (Ruch Chorzów)    | Leon Rundstein (Makabi Warszawa)  | [ a ] [ 1 ]                               |
| waga kogucia (do 53,5 kg)     | Zygmunt Koziołek (Warta Poznań)   | Stanisław Szrajter (KKS Kalisz)   | Stanisław Górecki (Jagiellonia Białystok) |
| waga piórkowa (do 57,2 kg)    | Antoni Czortek (Okęcie Warszawa)  | Mieczysław Chrostek (Czarni Lwów) | Michał Janowczyk (Sokół Poznań)           |
| waga lekka (do 61,2 kg)       | Zbigniew Kowalski (PZL Warszawa)  | Wacław Vogt (Warta Poznań)        | Stanisław Zieliński (LWS Lublin)          |
| waga półśrednia (do 66,7 kg)  | Henryk Jańczak (Polonia Warszawa) | Władysław Jarecki (Warta Poznań)  | Edward Fiszer (KPW Tarnowskie Góry)       |
| waga średnia (do 72,6 kg)     | Józef Pisarski (Geyer Łódź)       | Leopold Michniewicz (Lechia Lwów) | Stanisław Ożarek (Okęcie Warszawa)        |
| waga półciężka (do 79,4 kg)   | Marian Karolak (Flota Gdynia)     | Walenty Pietrzak (IKP Łódź)       | Józef Łuka (Fort Bema Warszawa)           |
| waga ciężka (powyżej 79,4 kg) | Stanisław Piłat (PKS Katowice)    | Kazimierz Doroba (Legia Warszawa) | [ a ] [ 1 ]                               |